# تسویکوو
تسویکوو (به چکی: Cvikov) یک منطقهٔ مسکونی و شهرستان دارای شهرک سابقاً روستا در جمهوری چک است که در ناحیه تشسکا لیپا واقع شده‌است. تسویکوو ۴٬۴۳۹ نفر جمعیت دارد.